# Parque Natural do Sudoeste Alentejano e Costa Vicentina

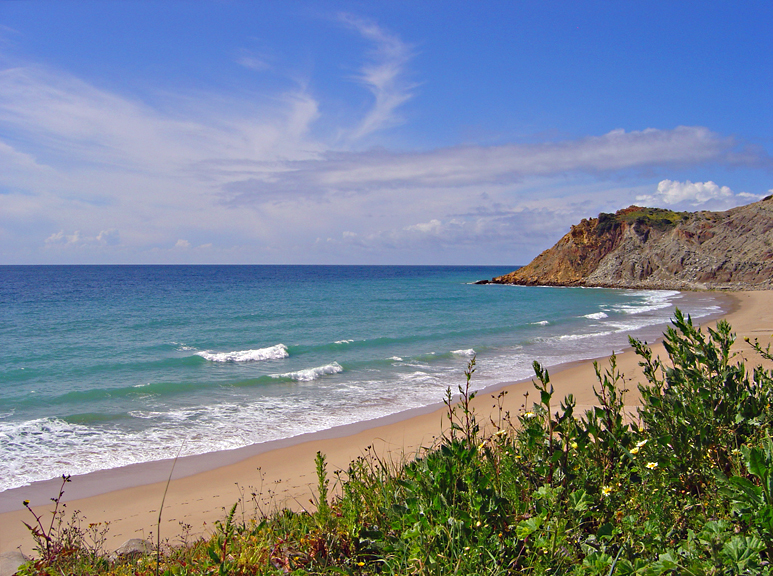
Zona oeste da Praia de Burgau.

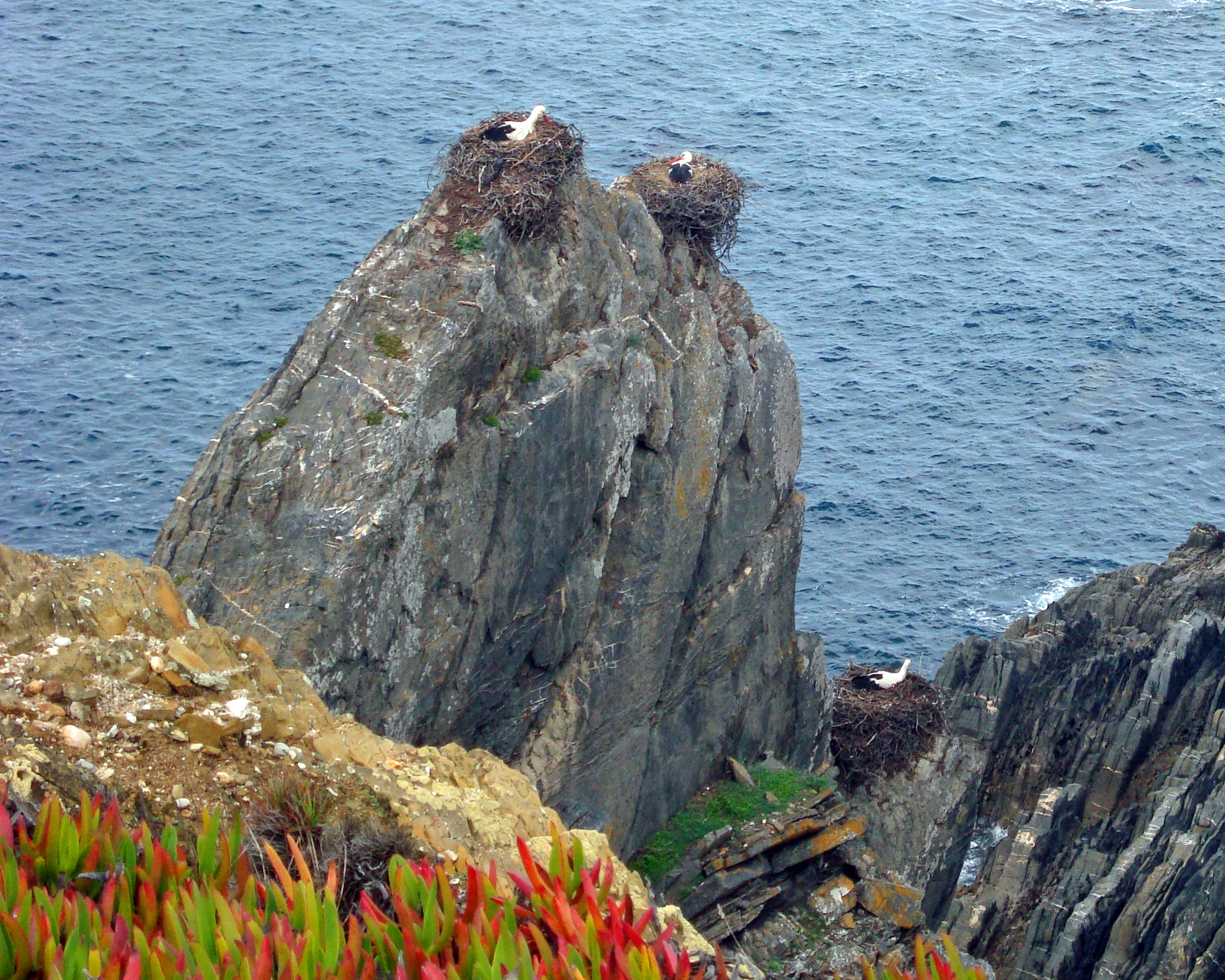
Esta costa, como por exemplo no Cabo Sardão, é o único local do mundo em que as cegonhas nidificam nos rochedos marítimos.

O Parque Natural do Sudoeste Alentejano e Costa Vicentina localiza-se no litoral sudoeste de Portugal, entre a ribeira da Junqueira, em São Torpes, e a praia de Burgau, com uma extensão de 110 km, numa área total de 89,595 hectares, correspondendo a área terrestre a 56 952,79 ha e a área marinha adjacente a 17 461,21 ha.

## Território
O Parque Natural do Sudoeste Alentejano e Costa Vicentina abrange o litoral sudoeste de Portugal Continental, no sul do litoral alentejano e no barlavento algarvio em redor do Cabo de São Vicente. Inclui territórios de freguesias dos seguintes concelhos e distritos:
- Distrito de Setúbal
  - Sines (freguesias de Porto Covo e Sines);
- Distrito de Beja
  - Odemira (freguesias de Longueira / Almograve, Santa Maria, São Luís, São Salvador, São Teotónio, Vila Nova de Milfontes e Zambujeira do Mar);
- Distrito de Faro
  - Aljezur (freguesias de Aljezur, Bordeira, Odeceixe e Rogil);
  - Vila do Bispo (freguesias de Budens, Raposeira, Sagres e Vila do Bispo).

Para além da faixa costeira e da zona submarina de 2 km a partir da costa, o parque inclui o vale do rio Mira desde a foz até à vila de Odemira e parte da Serra do Cercal.
Na área do parque encontram-se diversos tipos de paisagens e habitats naturais e semi-naturais, tais como arribas e falésias abruptas e recortadas, praias, várias ilhotas e recifes (incluindo a ilha do Pessegueiro e um invulgar recife de coral na Carrapateira), o estuário do Mira, o cabo Sardão, o promontório de Sagres e Cabo de São Vicente, sistemas dunares, charnecas, sapais, estepes salgadas, lagoas temporárias, barrancos (vales encaixados com densa cobertura vegetal), etc. As altitudes máximas são: 324 m, no interior (em São Domingos, Odemira); e 156 m, no litoral (em Torre de Aspa, Vila do Bispo). A profundidade máxima é 32 m, 2 km ao largo do Pontal da Carrapateira (Aljezur).

## Clima
O clima é mediterrânico, mas com forte influência marítima. As temperaturas mantêm-se amenas todo o ano excepto em períodos de ventos de levante, quando estas podem subir ou descer vertiginosamente.
O regime de ventos é um importante factor no clima da região. Os ventos dominantes são os do quadrante norte. Por vezes ocorrem ventos de sudoeste, principalmente no inverno, enquanto os de levante ocorrem com baixa incidência o ano todo. Nas tardes de verão são comuns brisas marítimas intensas e carregadas de humidade.
As temperaturas aumentam de norte para sul; as médias anuais são de 16/17 °C em Monte Velho e Sines e de 17/18 °C em Vila do Bispo e Sagres, no verão (junho a setembro) as medias mensais rondam os 20-23º e no inverno (dezembro a fevereiro) os 11/13º com picos anuais que podem variar entre os -4º (no interior em janeiro) e os 40º em julho.
A zona do promontório de Sagres tem a menor amplitude térmica de Portugal Continental.
A precipitação máxima ocorre em dezembro, sendo os valores médios anuais entre os 400 mm, na zona de Sagres e os 600/800 mm, nas serras do interior e no restante litoral a norte de Odeceixe. Em geral, chove mais para norte e para o interior (área serrana), a época chuvosa fixa-se entre novembro e abril.
A precipitação apresenta um carácter torrencial típico do sul do pais e das restantes áreas mediterrâneas.
Os nevoeiros não são muito frequentes, acontecendo apenas em alguns dias do ano, mas a humidade do ar costuma manter-se elevada, mesmo em períodos mais quentes.
A insolação media anual é muito elevada, das mais altas do pais e da europa.
O mar apresenta-se, regra geral, mais revolto que o do Algarve, mas mais calmo que o do litoral a norte do Cabo Raso, a ondulação predomina de NW/WNW com 2 m.
Quando fortes sistemas depressionários se aproximam da costa ou a atingem diretamente, no período do inverno, podem ocorrer temporais de W/SW com ondulação até 10 m.
A água do mar é muito rica em biodiversidade e pura mas também fresca, dado o frequente upwelling, com a temperatura variando entre os 14/15º em fevereiro e os 20/21º em setembro.

## Flora

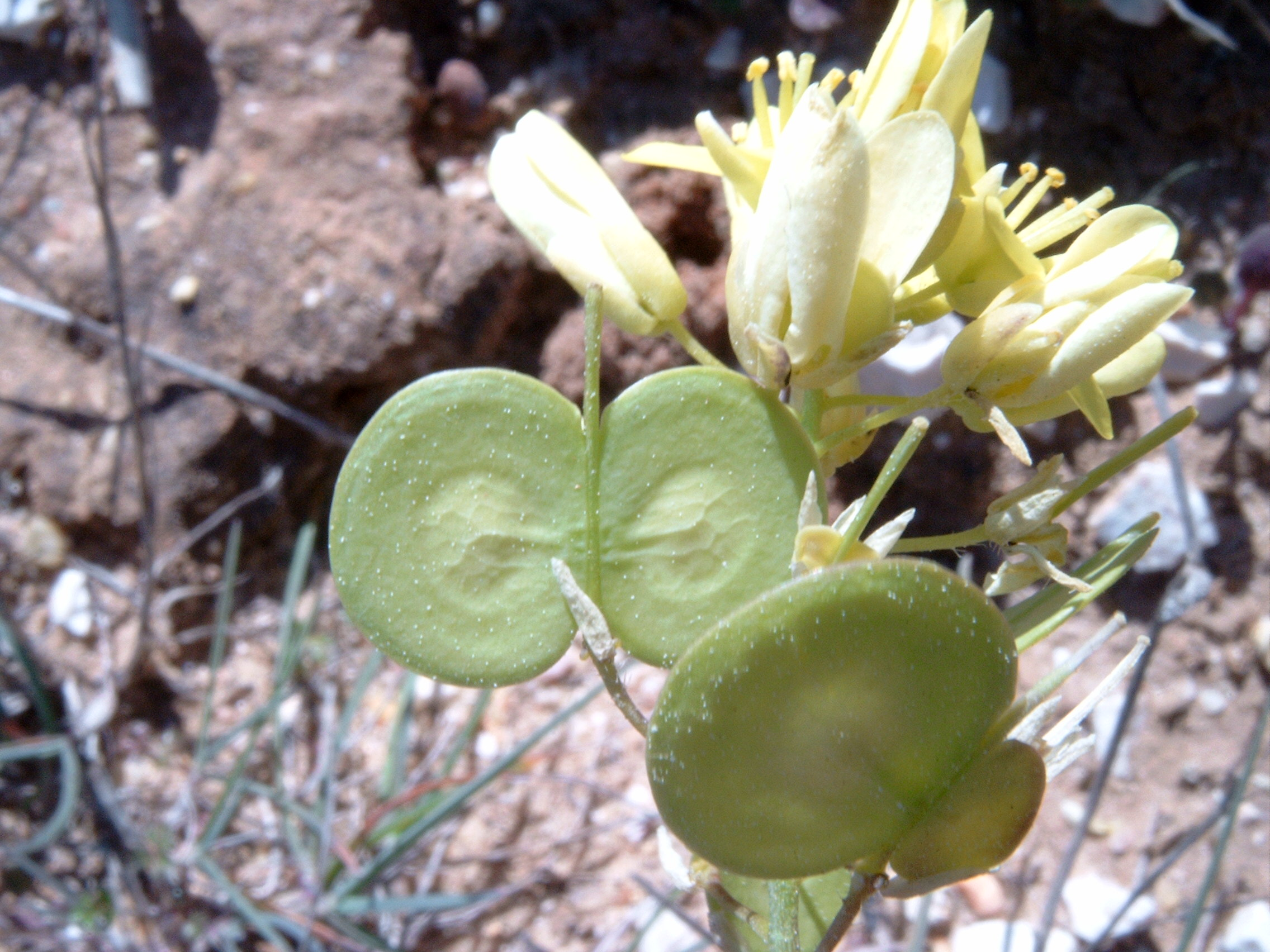
Biscutella vicentina.

A flora do Parque Natural do Sudoeste Alentejano e Costa Vicentina distribui-se por três tipos de ambientes geomorfológicos:
- barrocal ocidental, no planalto vicentino a sul, com vegetação típica de solos calcários, numa zona de clima seco e quente;
- planalto litoral, com vegetação mais diversificada, nas dunas, charnecas e áreas alagadiças.
- serras litorais e barrancos, mais frescos e humidos, com densa vegetação arbórea e arbustiva ladeando as  ribeiras.

Ao longo do parque ocorre uma mistura de vegetação mediterrânica, norte-atlântica e africana, com predominância para a primeira. Há cerca de 750 espécies, das quais mais de 100 são endémicas, raras ou localizadas; 12 não existem em mais nenhum local do mundo. Na área do parque encontram-se espécies consideradas vulneráveis em Portugal, assim como também diversas espécies protegidas na Europa.
Entre os endemismos há, por exemplo, plantas como: Biscutella vicentina, Scilla vicentina, Centaurea vicentina, Diplotaxis vicentina, Hyacinthoides vicentina, Cistus palhinhae, Plantago almogravensis. Outras espécies são consideradas raras, como o samouco (Myrica faya), a sorveira (Sorbus domestica) ou a Silene rotlunaleri. Entretanto a actividade agrícola já provocou a extinção de plantas como a Armeria arcuata.
A espécies arbóreas na área do parque dividem-se em componentes classificadas como naturais e artificiais. As primeiras são dominadas por quercíneas, como o sobreiro (Quercus suber) e o carvalho cerquinho (Quercus faginea), em especial nos barrancos. O medronheiro (Arbutus unedo L.) também é característico desta zona.
As espécies arbóreas classificadas como introduzidas são principalmente os pinheiros-bravos (Pinus pinaster), os eucaliptos (Eucaliptus globulus) e as acácias (Acacia ssp.).

## Fauna

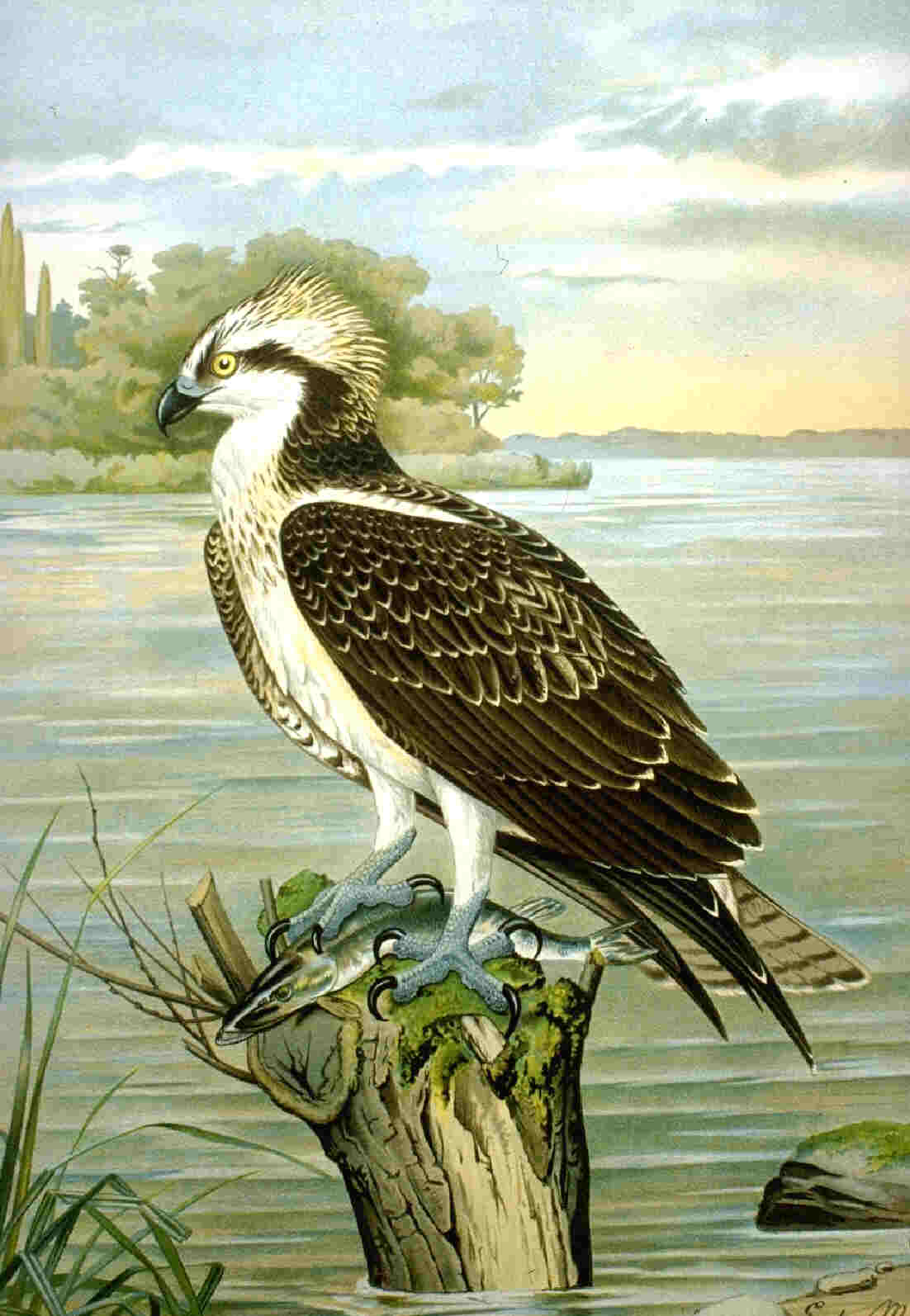
Águia-pesqueira, Pandion Haliaetus.

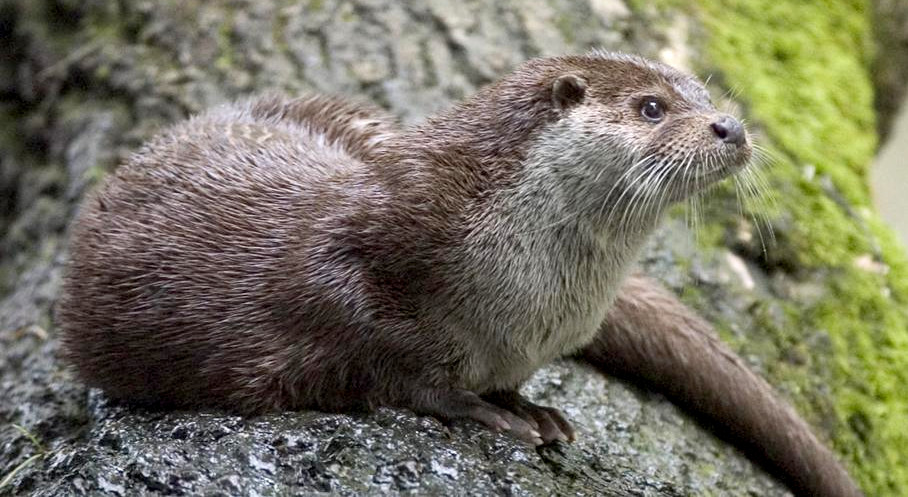
Lontra, Lutra Lutra.

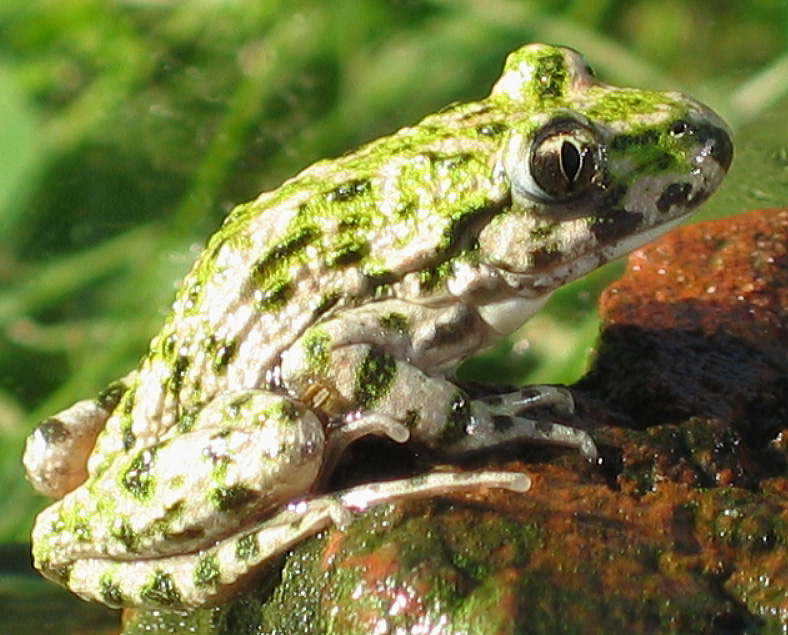
Sapinho-de-verrugas-verdes, Pelodytes punctatus.

A avifauna e ictiofauna têm grande importância no Parque Natural do Sudoeste Alentejano e Costa Vicentina.

### Aves
O parque é uma área de passagem para aves planadoras e para os passeriformes migradores transarianos, nas suas deslocações entre as zonas de invernada em África e de nidificação na Europa. É a última área de cria da águia-pesqueira na Península Ibérica.
A nidificação em falésias e arribas marítimas é uma característica da área do parque, com destaque para a cegonha-branca, o falcão-peregrino e a gralha-de-bico-vermelho. É único local do mundo em que as cegonhas nidificam nos rochedos marítimos.
Entre as aves encontram-se, entre outras, as seguintes: águia-pesqueira (Pandion Haliaetus), corvo-marinho (Phalocrocorax spp.), pombo-da-rocha, cegonha-branca (Ciconia ciconia), garça (Egretta garzetta), falcão-peregrino (Falco peregrinus), peneireiro-das-torres (Falco naumanni), gralha-de-bico-vermelho (Pyrrhocorax pyrrhocorax), melro-da-rocha ou melro-azul (Monticola solitarius), peneireiro (Falco tinnunculus), guarda-rios, galinha-de-água (Gallinula chloropus), corvo (Corvus corax), pombo-da-rocha (Columba livia), torcaz (Columba palumbus L.), gaivota (Laridae), gralha-de-bico-vermelho (Pyrrhocorax pyrrhocorax), açor (Accipiter gentilis), gavião (Accipiter nisus), mocho (Strigidae), coruja, rouxinol, pintassilgo (Carduelis carduelis), tartaranhão-caçador (Circus pygargus), tartaranhão-azulado (Circus cyaneus), alcaravão (Burhinus oedicnemus), sisão (Tetrax tetrax), abibe (Vanellus vanellus), narceja (Gallinago gallinago), bufo-real (Bubo bubo), águia-de-bonelli (Hieraaetus fasciatus), águia-cobreira (Circaetus gallicus), ogea (Falco subbuteo), bufo-pequeno (Asio otus), rola (Streptopelia turtur).

### Mamíferos
Os mamíferos presentes na área do parque incluem, entre outros: lontra (Lutra lutra), fuinha (Martes foina), texugo (Meles meles), raposa (Vulpes vulpes), gato-bravo (Felis silvestris), sacarrabos (Herpestes ichneumon), javali (Sus scrofa), ouriço-cacheiro (Erinaceus europaeus), lince-ibérico (Lynx pardinus), geneta (Genetta genetta).
As fuinhas, as raposas (também chamadas zorras), os texugos e os sacarrabos (ou escalavardos) são encontrados nas zonas dunares e falésias. Os texugos escavam as tocas nas falésias. Esta zona é a única em Portugal, e das últimas na Europa, onde se encontram lontras em habitat marinho.
As grutas, como a do Monte Clérigo e a gruta Amarela, são refúgios para importantes comunidades de morcegos (Chiroptera).

### Anfíbios
Várias espécies de anfíbios reproduzem-se nas lagoas temporárias. Entre outros encontram-se o sapo (Bufo bufo), o sapo-de-unha-negra (Pelobates cultripes) e o sapinho-de-verrugas-verdes (Pelodytes punctatus). Nessas zonas húmidas também se encontram crustáceos como o Triops cancriformis mauritanicus e outros endemismos ibéricos.

### Répteis
Entre os répteis encontram-se, por exemplo, a cobra-rateira (Malpolon monspessulanus) e a cobra-lisa-bordalesa (Coronella girondica).

### Peixes
Nos cursos de água, paúis e sapais encontram-se peixes dulciaquícolas que são endemismos portugueses como o barbo-do-sul (Barbus sclateri) e a boga portuguesa (Chondrostoma lusitanicum) e também um endemismo local, o escalo-do-Mira (Leuciscus sp.).
Na zona marítima do parque encontram-se as espécies de peixes e outros animais habituais no nordeste do Atlântico.

## Presença humana

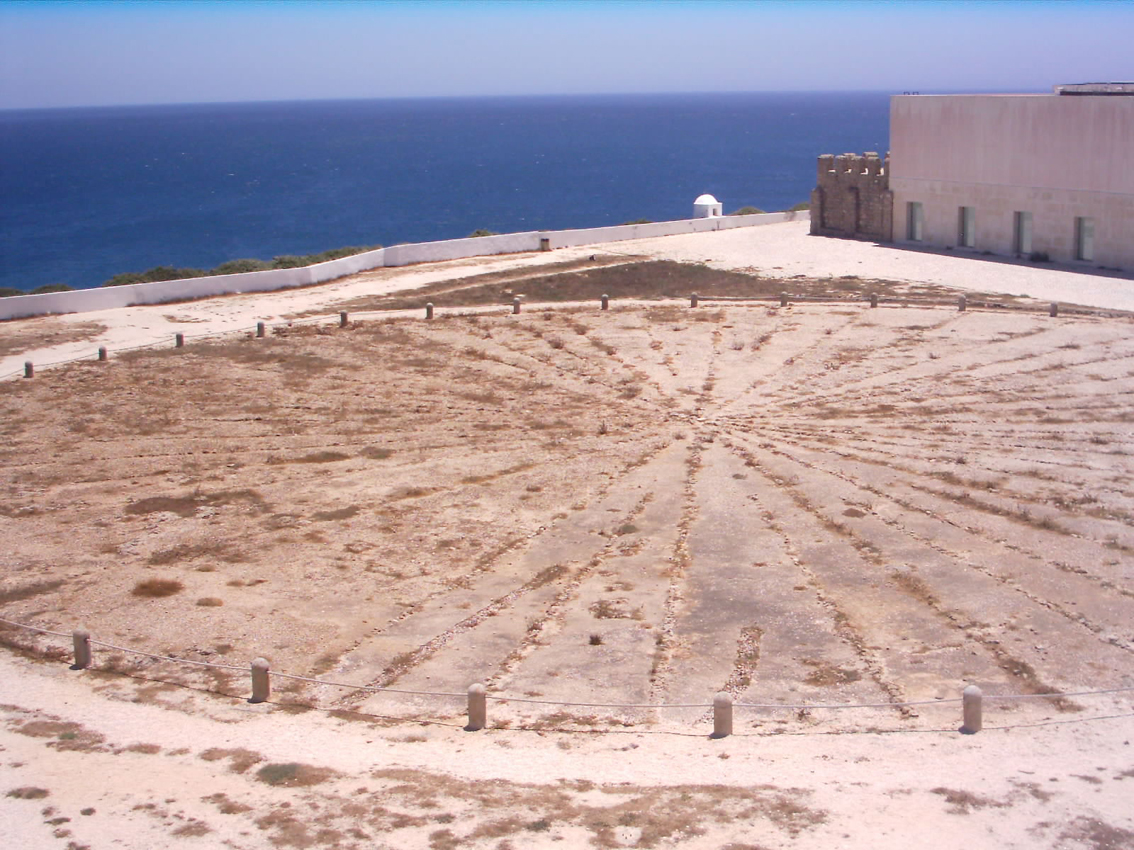
Interior da Fortaleza de Sagres.

A população residente é cerca de 24 mil pessoas. Os visitantes, em pelo menos algumas zonas do parque, são cerca de 2,8 milhões por ano.
A área do Parque Natural do Sudoeste Alentejano e Costa Vicentina engloba várias vilas e aldeias. Ao longo dos séculos a população dedicou-se à pesca e à agricultura e pecuária, mas o turismo é uma actividade cada vez mais importante, nomeadamente em locais como Porto Covo e Vila Nova de Milfontes e em toda a costa algarvia do parque. O setor industrial é praticamente inexistente.
As principais atividades turísticas são: pedestrianismo, orientação, escalada, parapente, hipismo, canoagem, surf, windsurf, mergulho e BTT.
Algumas povoações e sítios do parque têm grande interesse histórico e cultural, com diversos monumentos nacionais e imóveis classificados de interesse público, com especial destaque para a área de Sagres e Cabo de São Vicente.
As principais ameaças à biodiversidade do parque são as estufas e plantações de relva na zona litoral, e no interior as plantações de eucalipto. É ainda de notar que a grande atividade industrial em Sines, e o alargamento do seu porto, influenciam também a qualidade do ar e da água da zona.

### Agricultura Intensiva no Parque Natural
Não obstante o estatuto de protecção natural associado ao Parque Natural do Sudoeste e Costa Vicentina, a região tem sido marcada pela expansão da agricultura intensiva, levando à desmatação, destruição de eco-sistemas. 
Entre 2015 e 2018, o Instituto de Conservação da Natureza e Florestas aprovou 118 novos projectos agrícolas. Estes são visíveis sobretudo através da proliferação de estufas, equivalendo em 2020 a uma área estimada em 1600 hectares, e que segundo a Resolução de Conselho de Ministros 179/2019 podem triplicar para 4800, onde antes só seria permitido a expansão até 3600. A resolução autoriza também "a colocação de contentores dentro das explorações agrícolas para albergar trabalhadores imigrantes, recrutados de forma pouco transparente por grandes multinacionais, até um valor que pode atingir cerca 36 000 pessoas, numa região que tem uma população e está dimensionada para cerca de 26 000 habitantes". Em 2020, estes representavam 40% da população do concelho de Odemira, trabalhando e vivendo em condições precárias por baixos salários. Em fevereiro de 2022, 300 trabalhadores imigrantes do sector organizaram um protesto contra a precariedade laboral. Estudos de impacto ambiental das explorações agrícolas intensivas no Parque Natural só são obrigatórios para terrenos com tamanho superior a 50 hectares, sendo que as empresas que actuam na região evitam esta responsabilidade dividindo as suas propriedades em parcelas ligeiramente menores que 50 hectares, ao passo que uma propriedade cortada por uma estrada é considerada como sendo duas.
Entre finais de 2019 e inícios de 2020, a expansão da área de estufas entre o Carvalhal e a Zambujeira do Mar levara à destruição dos últimos cinco de mais de cem charcos temporários mediterrânicos no sudoeste alentejano, áreas húmidas classificadas como habitats prioritários de espécies em risco da flora e da fauna, previamente alvo de um projecto de conservação financiado por Bruxelas.
Em Junho de 2021, foi submetida ao parlamento uma petição organizada pelo movimento "Juntos Pelo Sudoeste" e assinada por mais de 6000 pessoas, exigindo a revogação imediata da resolução do Conselho de Ministros n.º 179/2019", por considerarem ser "uma resposta descarada às exigências e pressões do 'lobby' da indústria agrícola intensiva, em vez de avaliar e debater seriamente a situação, trazer soluções às preocupações reais da população e de outros setores socioeconómicos fundamentais" mas que não reuniu consenso, sendo apoiada com projectos de lei por parte do PAN, PCP, BE e PEV, ao passo que o PSD, CDS-PP e PS contrariaram a iniciativa.

### A Rota Vicentina
A Rota Vicentina – Associação para a Promoção do Turismo de Natureza na Costa Alentejana e Vicentina, é uma Associação sem fins lucrativos que, desde 2013, se assume como entidade responsável pela gestão, integração, estímulo, desenvolvimento e promoção dos trilhos pedestres da Rota Vicentina, inseridos no Parque Natural do Sudoeste Alentejano e Costa Vicentina, assim como da oferta turística associada ao produto turístico que a Rota Vicentina representa. 
A beleza da paisagem, o património natural, histórico e cultural, os recursos turísticos e a natureza pública dos caminhos, foram os principais critérios seguidos no processo de escolha do traçado, composto por caminhos existentes e formado pelo Caminho Histórico, Trilho dos Pescadores e vários Percursos Circulares, itinerários que se complementam revelando a verdadeira essência do Sudoeste de Portugal. 
Em 2019, a Rota Vicentina expandiu a sua oferta contando também com um sistema de mais de 1000 km de Percursos de BTT, um traçado de Touring Bike que une os aeroportos de Lisboa e Faro, e diversas actividades de Natureza, Cultura e Bem-Estar.

## Estatutos de conservação

### Portugueses
- Em 1988 foi criada a Área de Paisagem Protegida do Sudoeste Alentejano e Costa Vicentina (APPSACV).
- Em 1995 a APPSACV deu lugar à criação do Parque Natural do Sudoeste Alentejano e Costa Vicentina (PNSACV), incluindo a área marinha adjacente.
- em 1997 foi criado na área do PNSACV o Sítio Costa Sudoeste, proposto para Sítio de Interesse Comunitário da rede Natura 2000.
- Em 1999 foi criada a Zona de Protecção Especial para Aves Selvagens Costa Sudoeste, fazendo parte da Rede Natura 2000.

### Internacional
- A reserva Ponta de Sagres faz parte da Rede de Reservas do Conselho da Europa; está integrada no Sítio e Zona de Protecção Especial Costa Sudoeste da Rede Natura 2000.